# Alina Zviaguina
Pour les articles homonymes, voir Zviaguina.
Alina Igorevna Zviaguina (en russe : Алина Игоревна Звягина) est une ancienne joueuse de volley-ball russe née le 20 juin 1991 à Saint-Pétersbourg. Elle mesure 1,85 m et jouait au poste de centrale. Elle a terminé sa carrière en juin 2018.

## Clubs
| Club           | De        | À         |
| -------------- | --------- | --------- |
| Leningradka-2  | 2006-2007 | 2010-2011 |
| SDOUCHOR-Ekran | 2011-2012 | 2011-2012 |
| Leningradka    | 2012-2013 | 2017-2018 |